# كيم جاي-هان
كيم جاي-هان (هانغل: 김재한) هو لاعب كرة قدم ومدرب كرة قدم كوري جنوبي في مركز الهجوم، ولد في 1 أبريل 1947 في غيمتشون في كوريا الجنوبية. شارك مع منتخب كوريا الجنوبية لكرة القدم. أما مع النوادي، فقد لعب مع نادي سيكو ‏.

## وصلات خارجية
- كيم جاي-هان على موقع دوري كوريا الجنوبية (الإنجليزية)
- كيم جاي-هان على موقع قاعدة بيانات كرة القدم.إي يو (الإنجليزية)
- كيم جاي-هان على موقع ناشيونال فوتبول تيمز (الإنجليزية)